# Европесма-Еуропјесма 2006.
Европесма-Еуропјесма 2006. било је треће и последње издање Европесме-Еуропјесме, такмичења на ком се одлучује представник Србије и Црне Горе на Песми Евровизије 2006. У организацији Удружења јавних радија и телевизија (УЈРТ), такмичење је одржано у Сава центру, у граду Београду, у Србији и Црној Гори. Такмичење састојало од црногорског полуфинала под именом Монтевизија одржаног 24. фебруара, српског полуфинала под именом Беовизија одржаног 10. марта и финала 11. марта.
Победу је однела песма Моја љубави, коју је компоновао Далибор Недовић, за коју је текст написао Милан Перић, а коју изводи група No Name.

## Позадина
Победничка песма првог издања Европесме-Еуропјесме 2005. Заувијек моја завршила је на седмом месту на Песми Евровизије 2005. Емитер Србије и Црне Горе, УЈРТ, је потврдом учешћа на Песми Евровизије 2006. такође најавио наставак организовања Европесме-Еуропјесме за одабир српскоцрногорског представника на такмичењу.

## Продукција и формат
Беовизију су организовали РТС и Мегатон продукција, Монтевизију је организовала РТЦГ, док је Европесму-Еуропјесму примарно организовала УЈРТ у сарадњи са РТС.
Такмичење се састојало од три такмичарске вечери: Беовизије, Монтевизије и Европесме-Еуропјесме. Два републичка емитера, РТС и РТЦГ, су бирала песме за Европесму-Еуропјесму. Првобитно је планирано да се на Монтевизији и Беовизији такмичи по 20 песама, где би по 10 песама из сваког такмичења прошло на Европесму-Еуропјесму, али је после захтева РТС да на Беовизију укључи 24 песме, одлучено да се по 12 песама квалификује из сваког.

## Ток такмичења

### Полуфинала

#### Монтевизија 2006.
Монтевизија 2006. је било друго по реду издање Монтевизије, такмичења које је служило као црногорско полуфинале Еуропесме-Европјесме 2006. У организацији Радио-телевизије Црне Горе (РТЦГ), такмичење се састојало од једне такмичарске вечери одржане 24. фебруара 2006. Десет најбоље пласираних песама се пласирало на Европесму-Еуропјесму.

##### Учесници
РТЦГ је од пристиглих пријава за Монтевизију за учешће одабраo 20 за такмичење. Списак извођача је објављен 21. јануара 2006, а песама дан касније.
| Извођач(и)           | Песма            | Музика и текст                           |
| -------------------- | ---------------- | ---------------------------------------- |
| Јелена Кажанегра     | Наћи ћу те       | Никола Радуновић                         |
| Дан послије          | Кораци           | Зоран Радоњић Нина Петковић              |
| Бојан Делић          | Судбина          | Дејан Перишић                            |
| Грим                 | Успаванка        | Небојша Ђукановић                        |
| Владана и Бојана     | Жељна            | Светлана Раичковић                       |
| Саша Барјактаровић   | Буди свој        | Владо Поповић                            |
| Круг                 | Путујем сама     | Дражен Миљановић                         |
| Стеван Феди          | Ципеле           | Александар Саша Филиповић Јелена Галонић |
| Нина Жижић           | Потражи ме       | Александар Саша Гајић Весна Милачић      |
| Далибор Дадо Ђуровић | Не постојим      | Далибор (Дадо) Ђуровић                   |
| Милена Вучић         | Жива сам         | Михаило Радоњић Весна Милачић (Каја) [ ] |
| Катапулт             | Кад љубав победи | Горан Пејовић                            |
| Милица Милић         | Ти си ми за све  | Леонтина Вукомановић Марина Туцаковић    |
| Даница Крсмановић    | Жубор вина       | Далибор Недовић Милан Перић              |
| Стефан Филиповић     | За њу            | Сергеј Ћетковић                          |
| Нела Поповић         | Као феникс       | Момчило Зековић                          |
| Црвено и црно        | Анђео у очима    | Михаило Радоњић Весна Милачић (Каја)     |
| No Name              | Моја љубави      | Далибор Недовић Милан Недић              |
| Марија Брајовић      | Ти ниси тај      | Небојша Ђукановић                        |
| Никола Караџић       | Hasta la vista   | Момчило Зековић                          |

##### Такмичарско вече
Монтевизија 2006. одржана је 24. фебруара 2006. са почетком 21.00ч CET у студију РТЦГ у Подгорици. Програм су водили Данило Челебић, Зоја Спахић-Кустудић и Андрија Милошевић. Резултате такмичења је одлучио осмочлани жири и публика телегласањем као девети члан жирија. Сваки члан жирија и публика су доделили 12, 10 и 8—1 поен за својих 10 омиљених песама.
Победила је песма Ципеле коју је компоновао Александар Саша Филиповић, за коју је текст написала Јелена Галонић, а извео Стеван Феди. Поред ње, још 11 песама се квалификовало за Европесму-Еуропјесму.
Легенда:
| #   | Извођач(и)           | Песма            | Жири | Телегласање | Укупно | Пласман |
| --- | -------------------- | ---------------- | ---- | ----------- | ------ | ------- |
| 1.  | Јелена Кажанегра     | Наћи ћу те       | 16   | 0           | 16     | 12.     |
| 2.  | Дан послије          | Кораци           | 31   | 1           | 32     | 6.      |
| 3.  | Бојан Делић          | Судбина          | 22   | 8           | 30     | 7.      |
| 4.  | Грим                 | Успаванка        | 20   | 0           | 20     | 10.     |
| 5.  | Владана и Бојана     | Жељна            | 16   | 0           | 16     | 11.     |
| 6.  | Саша Барјактаровић   | Буди свој        | 5    | 0           | 5      | 16.     |
| 7.  | Круг                 | Путујем сама     | 22   | 0           | 22     | 9.      |
| 8.  | Стеван Феди          | Ципеле           | 94   | 10          | 104    | 1.      |
| 9.  | Нина Жижић           | Потражи ме       | 4    | 0           | 4      | 17.     |
| 10. | Далибор Дадо Ђуровић | Не постојим      | 4    | 4           | 8      | 15.     |
| 11. | Милена Вучић         | Жива сам         | 23   | 0           | 23     | 8.      |
| 12. | Катапулт             | Кад љубав победи | 1    | 3           | 4      | 17.     |
| 13. | Милица Милић         | Ти си ми за све  | 6    | 7           | 13     | 13.     |
| 14. | Даница Крсмановић    | Жубор вина       | 6    | 6           | 12     | 14.     |
| 15. | Стефан Филиповић     | За њу            | 47   | 5           | 52     | 3.      |
| 16. | Нела Поповић         | Као феникс       | 39   | 0           | 39     | 4.      |
| 17. | Црвено и црно        | Анђео у очима    | 37   | 0           | 37     | 5.      |
| 18. | No Name              | Моја љубави      | 69   | 12          | 81     | 2.      |
| 19. | Марија Брајовић      | Ти ниси тај      | 1    | 0           | 1      | 20.     |
| 20. | Никола Караџић       | Hasta la vista   | 1    | 2           | 3      | 19.     |

#### Беовизија 2006.
Беовизија 2006. је било четврто по реду издање Беовизије, такмичења које је служило као српско полуфинале Еуропесме-Европјесме 2006. У организацији Радио-телевизије Србије (РТС), такмичење се састојало од једне вечери одржане 10. марта 2006. Дванаест најбоље пласираних песама Беовизије се пласирало на Европесму-Еуропјесму.

##### Учесници
РТС је од пристиглих пријава за Беовизију за учешће одабраo 24 за такмичење. Списак извођача и песама је објављен 27. јануара 2006.
| Извођач(и)                       | Песма                       | Музика и текст                                          |
| -------------------------------- | --------------------------- | ------------------------------------------------------- |
| Ана Бекута                       | Конак                       | Зоран Марјановић Саша Милошевић (Маре)                  |
| Ана Николић                      | Ромале ромали               | Зоран Лесендрић Љиља Јорговановић                       |
| Бибер                            | Капија                      | Растко Аксентијевић Ђорђе Радивојевић (Рамирез)         |
| Blah Blah Band                   | Малер                       | Бојан Васић Лидија Росић                                |
| Близанци                         | Једном покидано             | Александар Перишић (Ромарио) Ненад Јовановић            |
| Вања Радовановић                 | Кад ме једном за те не буде | Жељко Суботић Бране Маринковић                          |
| Дејан Возлић                     | Нисам крив                  | Дејан Возлић                                            |
| Енес Укић                        | Освоји ме                   | Радивоје Радивојевић Енес Укић Дина Дрпљанин            |
| Желимир Петровић                 | Отрезни ме                  | Нена Лековић                                            |
| Ивана Кнежевић                   | Порука за љубав             | Александар Кобац Светлана Славковић (Цеца)              |
| Ивана Јордан                     | Лазарица                    | Ивана Јордан                                            |
| Ивана Селаков                    | Изабран                     | Срђан Симић (Камба) Страхиња Кнежевић                   |
| Јулија и Јулија                  | Искрена песма               | Вук Протић                                              |
| Коктел бенд                      | Ватрена                     | Бојан Јеремић Зоран Златановић                          |
| Маја Николић                     | Када ти треба               | Леонтина Вукомановић Саша Милошевић (Маре)              |
| Мари Мари                        | Да ти се дланови заледе     | Александра Милутиновић Љиља Јорговановић                |
| Марко Јефтић                     | Све или ништа               | Александар Томић Срђан Симић (Камба)                    |
| Невена Аврамовић                 | Ништа о њој                 | Леонтина Вукомановић                                    |
| Звезде Гранда и Шабан Бајрамовић | Близина                     | —                                                       |
| Пропаганда 117                   | Бајка                       | Александар Сретеновић                                   |
| Романа                           | Кап по кап                  | Горан Станковић Саша Милошевић (Маре) Љиља Јорговановић |
| Слађа Иванишевић                 | Неописиво                   | Леонтина Вукомановић                                    |
| Тијана Дапчевић                  | Грех                        | Драган Брајовић (Браја)                                 |
| Фламингоси feat. Луис            | Луди летњи плес             | Горан Станковић Огњен Амиџић Маринко Маџгаљ             |

##### Такмичарско вече
Беовизија 2006. одржана је 10. марта са почетком у 21.00ч  у београдском Сава центру. Програм су водили Јелена Јовичић и Слободан Бода Нинковић. Резултате такмичења одлучио је осмочлани жири и публика телегласањем као девети члан жирија. Сваки члан жирија и публика су доделили 12, 10 и 8—1 поена за својих 10 омиљених песама. Чланови жирија Беовизије 2004. су били: Влада Маричић, Вук Жугић, Велимир Милошевић, Теодора Бојовић, Владимир Ђурић, Слободан Марковић, Јовица Димитријевић и Драгољуб Ђуричић.
Песма Близина, коју је требало да изведу Звезде Гранда (Тања Савић, Славица Ћуктераш, Бане Мојићевић, Дарко Филиповић и Стеван Анђелковић) и Шабан Бајрамовић, је повучена са такмичења због здравственог стања Бајрамовића на дан такмичења.
Победила је песма Луди летњи плес коју су компоновали Горан Станковић, Огњен Амиџић и Маринко Маџгаљ, за коју су текст написали Огњен Амиџић и Маринко Маџгаљ, а извели Фламингоси са Луисом. Поред ње, још 11 песама се квалификовало за Европесму-Еуропјесму.
Легенда:
| #   | Извођач(и)                       | Песма                       | Жири | Телегласање | Телегласање | Укупно | Пласман |
| #   | Извођач(и)                       | Песма                       | Жири | Гласови     | Поени       | Укупно | Пласман |
| --- | -------------------------------- | --------------------------- | ---- | ----------- | ----------- | ------ | ------- |
| 1.  | Дејан Возлић                     | Нисам крив                  | 11   | —           | 0           | 11     | 13.     |
| 2.  | Бибер                            | Капија                      | 34   | —           | 0           | 34     | 6.      |
| 3.  | Енес Укић                        | Освоји ме                   | 4    | 875         | 6           | 10     | 14.     |
| 4.  | Коктел бенд                      | Ватрена                     | 2    | —           | 0           | 2      | 19.     |
| 5.  | Ивана Селаков                    | Изабран                     | 3    | —           | 0           | 3      | 18.     |
| 6.  | Јулија и Јулија                  | Искрена песма               | 0    | —           | 0           | 0      | 22.     |
| 7.  | Ивана Кнежевић                   | Порука за љубав             | 15   | —           | 0           | 15     | 10.     |
| 8.  | Blah Blah Band                   | Малер                       | 18   | 297         | 2           | 20     | 7.      |
| 9.  | Близанци                         | Једном покидано             | 9    | 367         | 4           | 13     | 11.     |
| 10. | Невена Аврамовић                 | Ништа о њој                 | 5    | —           | 0           | 5      | 16.     |
| 11. | Маја Николић                     | Када ти треба               | 17   | 256         | 1           | 18     | 9.      |
| 12. | Марко Јефтић                     | Све или ништа               | 0    | —           | 0           | 0      | 22.     |
| 13. | Вања Радовановић                 | Кад ме једном за те не буде | 1    | —           | 0           | 1      | 21.     |
| 14. | Желимир Петровић                 | Отрезни ме                  | 2    | —           | 0           | 2      | 19.     |
| 15. | Слађа Иваншевић                  | Неописиво                   | 5    | —           | 0           | 5      | 16.     |
| 16. | Тијана Дапчевић                  | Грех                        | 54   | 1.468       | 7           | 61     | 4.      |
| 17. | Ана Бекута                       | Конак                       | 8    | 631         | 5           | 13     | 11.     |
| 18. | Ана Николић                      | Ромале ромали               | 67   | 3.086       | 10          | 77     | 2.      |
| 19. | Ивана Јордан                     | Лазарица                    | 55   | 2.552       | 8           | 63     | 3.      |
| 20. | Мари Мари                        | Да ти се дланови заледе     | 46   | 317         | 3           | 49     | 5.      |
| 21. | Фламингоси feat. Луис            | Луди летњи плес             | 82   | 10.128      | 12          | 94     | 1.      |
| 22. | Романа                           | Кап по кап                  | 19   | —           | 0           | 19     | 8.      |
| 23. | Пропаганда 117                   | Бајка                       | 7    | —           | 0           | 7      | 15.     |
| —   | Звезде Гранда и Шабан Бајрамовић | Близина                     | —    | —           | —           | —      | —       |

| #   | Песма                       | В. Маричић | В. Жугић | В. Милошевић | Т. Бојовић | В. Ђурић | С. Марковић | Ј. Димитријевић | Д. Ђуричић | Укупно |
| --- | --------------------------- | ---------- | -------- | ------------ | ---------- | -------- | ----------- | --------------- | ---------- | ------ |
| 1.  | Нисам крив                  |            |          |              |            | 5        |             | 6               |            | 11     |
| 2.  | Капија                      | 8          | 12       |              | 4          | 4        |             | 2               | 4          | 34     |
| 3.  | Освоји ме                   | 1          |          |              | 1          |          |             |                 | 2          | 4      |
| 4.  | Ватрена                     |            |          | 1            |            |          |             | 1               |            | 2      |
| 5.  | Изабран                     |            |          |              |            | 3        |             |                 |            | 3      |
| 6.  | Искрена песма               |            |          |              |            |          |             |                 |            | 0      |
| 7.  | Порука за љубав             | 6          | 3        | 2            |            |          | 4           |                 |            | 15     |
| 8.  | Малер                       | 2          |          |              | 6          |          | 5           |                 | 5          | 18     |
| 9.  | Једном покидано             |            |          | 3            |            |          | 6           |                 |            | 9      |
| 10. | Ништа о њој                 | 3          | 1        |              |            |          | 1           |                 |            | 5      |
| 11. | Када ти треба               |            | 5        | 6            | 2          |          | 3           |                 | 1          | 17     |
| 12. | Све или ништа               |            |          |              |            |          |             |                 |            | 0      |
| 13. | Кад ме једном за те не буде |            |          |              |            | 1        |             |                 |            | 1      |
| 14. | Отрезни ме                  |            |          |              |            | 2        |             |                 |            | 2      |
| 15. | Неописиво                   |            | 2        |              | 3          |          |             |                 |            | 5      |
| 16. | Грех                        | 7          | 4        | 5            | 8          | 8        | 7           | 8               | 7          | 54     |
| 17. | Конак                       |            |          | 8            |            |          |             |                 |            | 8      |
| 18. | Ромале ромали               | 4          | 10       | 7            |            | 12       | 12          | 10              | 12         | 67     |
| 19. | Лазарица                    | 10         | 8        | 10           | 7          | 7        |             | 5               | 8          | 55     |
| 20. | Да ти се дланови заледе     | 5          | 7        | 4            | 12         |          | 8           | 4               | 6          | 46     |
| 21. | Луди летњи плес             | 12         | 6        | 12           | 10         | 10       | 10          | 12              | 10         | 82     |
| 22. | Кап по кап                  |            |          |              | 5          | 6        | 2           | 3               | 3          | 19     |
| 23. | Бајка                       |            |          |              |            |          |             | 7               |            | 7      |

##### Награде
Током паузе за гласање су додељене награде Беовизије. Додељене су награде за најбољег дебитанта, најбољи текст, најбољу интерпретацију, награда публике, као и награда свеукупном победнику. Потом су додељене награде за успехе у претходној години. Вече су презентовали Јелена Јовичић и Слободан Бода Нинковић.
| Награда                                            | Добитник                                            |
| -------------------------------------------------- | --------------------------------------------------- |
| Музички догађај године                             | Концертна агенција Бис (за концерт Андрее Бочелија) |
| Концерт године                                     | Здравко Чолић                                       |
| Животно дело                                       | YU група                                            |
| Етно албум године                                  | Василиса — Аманет                                   |
| Рок група године                                   | Неверне бебе                                        |
| Инострани албум године                             | Тоше Проески — Пратим те                            |
| Група године                                       | No Name                                             |
| Концерт на отвореном године                        | Сања Илић и Балканика (ЕП у кошарци на Калемегдану) |
| Награда „Душко Трифуновић” за најбољи текст године | Бајага — Шоу почиње у поноћ                         |
| Певач године                                       | Сергеј Ћетковић                                     |
| Певачица године                                    | Тијана Дапчевић                                     |
| Албум године                                       | Жељко Јоксимовић —                                  |
| (?) године                                         | Оги — Хајде цицо                                    |
| Хит године                                         | Јелена Томашевић — Јутро                            |

| Награда                | Добитник                | Рад                     |
| ---------------------- | ----------------------- | ----------------------- |
| Најбољи дебитант       | Blah Blah Band          | Малер                   |
| Најбољи текст          | Драган Брајовић (Браја) | Тијана Дапчевић — Грех  |
| Најбољи аранжман       | Алек Алексов            | Романа — Кап по кап     |
| Сценски наступ         | Ивана Јордан            | Лазарица                |
| Најбоља интерпретација | Мари Мари               | Да ти се дланови заледе |
| Награда публике        | Фламингоси feat. Луис   | Луди летњи плес         |

### Европесма-Еуропјесма

#### Учесници
Двадесет четири песме се такмичило у финалу, и то:
- 12 српских песама одабраних Беовизијом 2006. (РТС);
- 12 црногорских песама одабраних Монтевизијом 2006. (РТЦГ).

| Извођач(и)            | Песма                   | Музика и текст                                          | Емитер |
| --------------------- | ----------------------- | ------------------------------------------------------- | ------ |
| Ана Бекута            | Конак                   | Зоран Марјановић Саша Милошевић (Маре)                  | РТС    |
| Ана Николић           | Ромале ромали           | Зоран Лесендрић Љиља Јорговановић                       | РТС    |
| Бибер                 | Капија                  | Растко Аксентијевић Ђорђе Радивојевић (Рамирез)         | РТС    |
| Бојан Делић           | Судбина                 | Дејан Перишић                                           | РТЦГ   |
| Blah Blah Band        | Малер                   | Бојан Васић Лидија Росић                                | РТС    |
| Близанци              | Једном покидано         | Александар Перишић (Ромарио) Александар Томић           | РТС    |
| Владана и Бојана      | Жељна                   | Светлана Раичковић                                      | РТЦГ   |
| Грим                  | Успаванка               | Небојша Ђукановић                                       | РТЦГ   |
| Дан послије           | Кораци                  | Зоран Радоњић Нина Петковић                             | РТЦГ   |
| Ивана Јордан          | Лазарица                | Ивана Јордан                                            | РТС    |
| Ивана Кнежевић        | Порука за љубав         | Александар Кобац Светлана Славковић                     | РТС    |
| Јелена Кажанегра      | Наћи ћу те              | Никола Радуновић                                        | РТЦГ   |
| Круг                  | Путујем сава            | Дражен Миљановић                                        | РТЦГ   |
| Мари Мари             | Да ти се дланови заледе | Александра Милутиновић Љиља Јорговановић                | РТС    |
| Маја Николић          | Кад ти треба            | Александар Краљевић Леонтина Вукомановић                | РТС    |
| Милена Вучић          | Жива сам                | Михаило Радоњић Весна Милачић (Каја) [ ]                | РТЦГ   |
| Нела Поповић          | Феникс                  | Момчило Зековић                                         | РТЦГ   |
| No Name               | Моја љубави             | Далибор Недовић Милан Недић                             | РТЦГ   |
| Романа                | Кап по кап              | Горан Станковић Саша Милошевић (Маре) Љиља Јорговановић | РТС    |
| Стеван Феди           | Ципеле                  | Александар Саша Филиповић Јелена Галонић                | РТЦГ   |
| Стефан Филиповић      | За њу                   | Сергеј Ћетковић                                         | РТЦГ   |
| Тијана Дапчевић       | Грех                    | Драган Брајовић (Браја)                                 | РТС    |
| Фламингоси feat. Луис | Луди летњи плес         | Горан Станковић Огњен Амиџић Маринко Маџагаљ            | РТС    |
| Црвено и црно         | Анђео у очима           | Михаило Радоњић Весна Милачић (Каја)                    | РТЦГ   |

#### Финале
Европесма-Еуропјесма 2006. је одржана 11. марта 2006. са почетком 21.00ч CET у Сава центру у Београду, у Србији и Црној Гори.
Победника је одлучила комбинација гласова жирија и публике. Жири је био сачињен од четири члана из Србије и четири из Црне Горе. Црногорски жири чинили су: Предраг Калезић Милица Белевић, Бојан Бајрамовић и Предраг Јанковић, док су Милан Ђурђевић, Зоран Дашић, Јован Миљковић и Тања Бањанин чинили српски жири.
У ревијалном делу вечери су наступили представници Словеније, Хрватске, БЈР Македоније, Босне и Херцеговине и Ирске на Песми Евровизије 2006, Анжеј Дежан, Северина, Елена Ристеска, Хари Мата Хари и Брајан Кенеди, тим редом.
Победу је однела песма Моја љубави, коју је компоновао Далибор Недовић, за коју је текст написао Милан Перић, а коју изводи група No Name.
Легенда:
  Победници
| #   | Емитер | Извођач(и)            | Песма                   | Жири | Телегласање | Телегласање | Укупно | Пласман |
| #   | Емитер | Извођач(и)            | Песма                   | Жири | Гласови     | Поени       | Укупно | Пласман |
| --- | ------ | --------------------- | ----------------------- | ---- | ----------- | ----------- | ------ | ------- |
| 1.  | РТЦГ   | Дан послије           | Кораци                  | 10   | —           | 0           | 10     | 14.     |
| 2.  | РТС    | Романа                | Кап по кап              | 5    | —           | 0           | 5      | 20.     |
| 3.  | РТЦГ   | Милена Вучић          | Жива сам                | 6    | —           | 0           | 6      | 19.     |
| 4.  | РТС    | Мари Мари             | Да ти се дланови заледе | 21   | —           | 0           | 21     | 10.     |
| 5.  | РТЦГ   | Црвено и црно         | Анђео у очима           | 16   | —           | 0           | 16     | 11.     |
| 6.  | РТС    | Blah Blah Band        | Малер                   | 2    | —           | 0           | 2      | 22.     |
| 7.  | РТЦГ   | Нела Поповић          | Феникс                  | 25   | —           | 0           | 25     | 9.      |
| 8.  | РТС    | Ивана Јордан          | Лазарица                | 35   | 2.007       | 7           | 42     | 6.      |
| 9.  | РТЦГ   | Стеван Феди           | Ципеле                  | 44   | 1.583       | 6           | 50     | 3.      |
| 10. | РТС    | Ивана Кнежевић        | Порука за љубав         | 2    | —           | 0           | 2      | 22.     |
| 11. | РТЦГ   | Круг                  | Путујем сама            | 4    | —           | 0           | 4      | 21.     |
| 12. | РТС    | Ана Бекута            | Конак                   | 5    | 419         | 3           | 8      | 18.     |
| 13. | РТЦГ   | Владана и Бојана      | Жељна                   | 10   | —           | 0           | 10     | 14.     |
| 14. | РТС    | Фламингоси feat. Луис | Луди летњи плес         | 48   | 11.928      | 12          | 60     | 2.      |
| 15. | РТЦГ   | No Name               | Моја љубави             | 56   | 3.475       | 8           | 64     | 1.      |
| 16. | РТС    | Близанци              | Једном покидано         | 0    | 412         | 2           | 2      | 22.     |
| 17. | РТЦГ   | Стефан Филиповић      | За њу                   | 46   | 561         | 4           | 50     | 3.      |
| 18. | РТС    | Маја Николић          | Кад ти треба            | 11   | —           | 0           | 11     | 13.     |
| 19. | РТЦГ   | Бојан Делић           | Судбина                 | 27   | 405         | 1           | 28     | 7.      |
| 20. | РТС    | Бибер                 | Капија                  | 13   | —           | 0           | 13     | 12.     |
| 21. | РТЦГ   | Јелена Кажанегра      | Наћи ћу те              | 10   | —           | 0           | 10     | 14.     |
| 22. | РТС    | Ана Николић           | Ромале ромали           | 36   | 3.981       | 10          | 46     | 5.      |
| 23. | РТЦГ   | Грим                  | Успаванка               | 10   | —           | 0           | 10     | 14.     |
| 24. | РТС    | Тијана Дапчевић       | Грех                    | 22   | 687         | 5           | 27     | 8.      |

| #   | Песма                   | Предраг Калезић | Милан Ђурђевић | Милица Белевић | Зоран Дашић | Бојан Бајрамовић | Јован Миљоковић | Предраг Јанковић | Тања Бањанин | Укупно |
| #   | Песма                   | Црна Гора       | Србија         | Црна Гора      | Србија      | Црна Гора        | Србија          | Црна Гора        | Србија       | Укупно |
| --- | ----------------------- | --------------- | -------------- | -------------- | ----------- | ---------------- | --------------- | ---------------- | ------------ | ------ |
| 1.  | Кораци                  | 2               | 7              |                |             | 1                |                 |                  |              | 10     |
| 2.  | Кап по кап              | 3               | 1              |                |             |                  | 1               |                  |              | 5      |
| 3.  | Жива сам                |                 |                |                |             | 6                |                 |                  |              | 6      |
| 4.  | Да ти се дланови заледе | 5               | 6              |                |             |                  | 3               |                  | 7            | 21     |
| 5.  | Анђео у очима           |                 |                | 5              |             | 3                |                 | 8                |              | 16     |
| 6.  | Малер                   |                 |                | 2              |             |                  |                 |                  |              | 2      |
| 7.  | Феникс                  | 6               |                | 7              |             | 7                |                 | 3                | 2            | 25     |
| 8.  | Лазарица                | 1               | 10             |                | 8           | 2                | 8               |                  | 6            | 35     |
| 9.  | Ципеле                  | 10              |                | 10             | 4           | 10               |                 | 10               |              | 44     |
| 10. | Порука за љубав         |                 |                |                |             |                  |                 | 2                |              | 2      |
| 11. | Путујем сама            |                 |                | 4              |             |                  |                 |                  |              | 4      |
| 12. | Конак                   |                 |                |                |             |                  | 2               |                  | 3            | 5      |
| 13. | Жељна                   | 4               |                | 1              |             |                  |                 | 5                |              | 10     |
| 14. | Луди летњи плес         |                 | 12             |                | 12          |                  | 12              |                  | 12           | 48     |
| 15. | Моја љубави             | 12              | 3              | 12             | 5           | 12               |                 | 12               |              | 56     |
| 16. | Једном покидано         |                 |                |                |             |                  |                 |                  |              | 0      |
| 17. | За њу                   | 7               | 5              | 6              | 3           | 8                | 5               | 7                | 5            | 46     |
| 18. | Кад ти треба            |                 |                |                |             |                  | 6               | 1                | 4            | 11     |
| 19. | Судбина                 | 8               |                | 8              |             | 5                |                 | 6                |              | 27     |
| 20. | Капија                  |                 | 2              |                | 2           | 4                | 4               |                  | 1            | 13     |
| 21. | Наћи ћу те              |                 |                |                | 6           |                  |                 | 4                |              | 10     |
| 22. | Ромале ромали           |                 | 8              |                | 10          |                  | 10              |                  | 8            | 36     |
| 23. | Успаванка               |                 |                | 3              | 7           |                  |                 |                  |              | 10     |
| 24. | Грех                    |                 | 4              |                | 1           |                  | 7               |                  | 10           | 22     |

## Преноси
Европесма-Еуропјесма је емитована у Србији на РТС 2 и РТС Сат, а у Црној Гори на ТВЦГ 2 и ТВЦГ Сат. Првобитно је требало да се емитује на РТС 1 и ТВЦГ 1, али су због смрти Слободана Милошевића преноси померени на друге канале.
Беовизија је емитована у Србији на РТС 1 и РТС Сат.
Монтевизија је емитована у Црној Гори на ТВЦГ 1 и ТВЦГ Сат, а у Србији на РТС 1.

## Контроверзе

### Гласање жирија и реакција публике
Када је први члан жирија Предраг Калезић испред РТЦГ прочитао своје гласове, фаворизовао је песме из Црне Горе, а нула поена је доделио за две првопласиране песме Беовизије, Луди летњи плес коју изводе Фламингоси са Луисом и Ромале ромали коју изводи Ана Николић. Публика је одговорила звиждањем и негодовањем, а овај шаблон се поновио и код осталих чланова црногорског жирија. Пре него што је други члан жирија Милан Ђурђевић дао своје гласове, истакао је да ће „гласати по сопственој савести” и осудио потез свог колеге из РТЦГ. И остали чланови српског жирија су изразили незадовољство гласовима жирија РТЦГ. Зоран Дашић је рекао: „Ми ћемо се трудити да будемо мало коректнији у гласању”, Јован Маљоковић „[...] да осветламо наш образ у име београдских џез музичара”, а Тања Бањанин: „морам да дођем к себи јер смо ми, део жирија из Србије, благо речено у чуду некоректношћу наших колега... на које ми више не можемо да утичемо”.
Бојан Бајрамовић, члан црногорског жирија, касније је изјавио да је са Велибором Човићем као представником РТЦГ организовао састанак црногорске делегације на дан такмичења, те да су разрадили план гласања, као и да нико од црногорских политичара није знао за њихове поступке. Тврдио је и да је српски жири имао исти план, али да су као мету одабрали песму Ципеле Стевана Федија, победничку песму Монтевизије, која је служила као „Тројански коњ”, за коју је сам Феди изјавио да никада није ни била кандидат за Песму Евровизије. Бајрамовић је одбранио одлуке црногорског жирија, тврдећи да су имали право да дају свим Црногорцима високе поене, а српским фаворитима ништа, јер то није кршење ни једног правилаи да је то проблем онога ко је смишљао правила. Такође је изјавио да је њихово гласање био почетак референдумске кампање, као и да је било планирано да се на Евровизији развије црногорска застава, с којом би дошли на референдум.
По завршетку гласања жирија, Душка Вучинић-Лучић је изашла на сцену да прочита гласове публике, али је пре тога рекла: „Ја бих волела да видим осмех на вашим лицима... али... али...” По завршетку читања гласова публике, било је јасно да је група No Name са песмом Моја љубави из Црне Горе победила, уз звиждање публике, која је почела да напушта Сава центар. Вучинић-Лучић је тад позвала „за један аплауз публике за Фламингосе”.
Водитељи су позвали No Name да изађу на сцену како би им Александар Аврамовић, директор телевизије Београд, уручи награду, уз повике из публике „лопови, лопови”. No Name су покушали да изађу на сцену уз пратњу обезбеђења, али су принуђени да се склоне пошто је публика почела да баца флаше ка бини и викала „хоћемо Фламингосе”. После неког времена, Фламингоси и Луис су се појавили на сцени, водитељ је одјавио програм реченицом: „Ово је земља чуда”, а песма Луди летњи плес је изведена два пута праћена осталим учесницима из Србије, где је члан Фламингоса Огњен Амиџић изјавио: „Ко може мирно да спава, нек спава... Свака част”.

### Последице
Чланови жирија РТС-а су сазвали конференцију за штампу у 3 ујутро, где су поновили своје негодовање, док су чланови жирија, Дашић и Ђурђевић, који су песми Моја љубави доделили укупно 8 поена, изјавили да повлаче своје гласове и да оспоравају исправност резултата гласања, али без икаквог дејства.
За 12. март је сазвана седница УЈРТ на којој би се расправљало о исправности гласања и одлучило ко ће представљати СЦГ на Песми Евровизије. Управни одбор чинили су:
- Александар Тијанић, генерални директор РТС и председник управног одбора УЈРТ;
- Александар Аврамовић, директор ТВ Београд;
- Слободан Дивјак, директор Радио Београда;
- Радован Миљанић, директор РТЦГ;
- Бранко Војчић, директор ТВ Подгорица;
- Велибор Човић, директор Монтевизије.

Чланови из Црне Горе нису могли да присуствују конференцији, а нису желели да учествују телефоном, те је седница померена за 14. март. На тој седници, представници РТС су предложили ново такмичење, са по 5 песама са Беовизије и Монтевизије, чији исход би одлучила само публика, али представници РТЦГ су одбили, тврдећи да је победа групе No Name била поштена. Представници РТЦГ су такође одбили да подрже изгласавање хитне промене правилника о избору представника Србије и Црне Горе за Песму Евровизије, иако су сматрали да те промене треба донети, поставивши услов да се прво No Name потврде као представници државе на Евровизији. Гласовима 3 према 3, није донесена никаква одлука.
На предложеном такмичењу би учествовали:
| Извођач(и)            | Песма                   | Музика и текст                              | Емитер |
| --------------------- | ----------------------- | ------------------------------------------- | ------ |
| Нела Поповић          | Као феникс              | Момчило Зековић                             | РТЦГ   |
| Ана Николић           | Ромале ромали           | Зоран Лесендрић Љиља Јорговановић           | РТС    |
| Ивана Јордан          | Лазарица                | Ивана Јордан                                | РТС    |
| Мари Мари             | Да ти се дланови заледе | Александра Милутиновић Љиља Јорговановић    | РТС    |
| No Name               | Моја љубави             | Далибор Недовић Милан Недић                 | РТЦГ   |
| Стеван Феди           | Ципеле                  | Александар Саша Филиповић Јелена Галонић    | РТЦГ   |
| Стефан Филиповић      | За њу                   | Сергеј Ћетковић                             | РТЦГ   |
| Тијана Дапчевић       | Грех                    | Драган Брајовић (Браја)                     | РТС    |
| Црвено и црно         | Анђео у очима           | Михаило Радоњић Весна Милачић (Каја)        | РТЦГ   |
| Фламингоси feat. Луис | Луди летњи плес         | Горан Станковић Огњен Амиџић Маринко Маџгаљ | РТС    |

Дана 15. марта, Тијанић је изјавио да није одређен представник СЦГ на Песми Евровизије 2006. РТЦГ је ову одлуку описао као „несхватљиву и правно неутемељену”, и захтевао интервенцију Европске радиодифузне уније (ЕБУ), која и организује Песму Евровизије.
Дана 17. марта, на сајту РТС-а је постављено писмо Тијанића извршном супервизору Песме Евровизије, у ком је рекао да је одбацио гласове жирија, као и да правила за одабир представника [СЦГ] на Песми Евровизије нису поштована, као и да сматра да је део црногорског жирија политички инструментализован. ЕБУ је одговорио да емитери морају сами да дођу до решења и да се ЕБУ не меша у националне изборе држава.
Дана 19. марта је у 11.55ч ОГАЕ Србије и Црне Горе са групом извођача са Беовизије организовала протестни скуп на Тргу републике у Београду под именом Само музика, дан пред рок за предају песме за Песму Евровизије ЕБУ.
Дана 21. марта, ЕБУ је објавила да Србија и Црна Гора није доставила песму на време, те да неће учествовати на такмичењу. РТС је задржао права за емитовање такмичења, као и за организовање гласања. Само публика у Србији је могла да гласа на такмичењу.